# Liste der Mitglieder des Provinziallandtags der Rheinprovinz (1898–1903)
Diese Liste nennt die Mitglieder des Provinziallandtages der Rheinprovinz von 1898 bis 1903.

## Hintergrund
1888 wurde auch in der Rheinprovinz die neue preußische Provinzialordnung eingeführt, die in den anderen Provinzen bereits ab 1875 galt. Damit bestand der Provinziallandtag der Rheinprovinz nun aus Mitgliedern, die von den Kreistagen gewählt wurde. Die Zahl der Abgeordneten je Kreis hing von der Einwohnerzahl ab. Da die Einwohnerzahlen gestiegen war, stieg auch die Zahl der Abgeordneten von 145 auf 155. Die Wahl erfolgte auf sechs Jahre.
Der so gewählte Provinziallandtag trat vom 29. Januar bis 9. Februar 1899 als 41. Provinziallandtag in Düsseldorf zusammen. Der 42. Provinziallandtag fand vom 3. bis zum 14. Februar 1901 statt und der 43. Provinziallandtag vom 8. bis zum 19. Februar 1903.

## Liste der Abgeordneten
| Regierungsbezirk | Wahlkreis (Landkreis)     | Abgeordneter                                    | Wohnort                        | Stand                                            | Anmerkung |
| ---------------- | ------------------------- | ----------------------------------------------- | ------------------------------ | ------------------------------------------------ | --- |
| Aachen           | Aachen-Land               | Wilhelm Leopold Janssen                         | Burtscheid                     | Landrat a. D.                                    | bis 1899 |
| Aachen           | Aachen-Land               | Franz Coels von der Brügghen                    | Aachen                         | Landrat                                          | |
| Aachen           | Aachen-Land               | Ferdinand Fischer                               | Eschweiler                     | Bürgermeister                                    | nahm 1903 nicht teil                                                                                             |
| Aachen           | Aachen-Land               | Karl von Pastor                                 | Malmedy                        | Landrat                                          | nahm 1899 als Abgeordneter für den Kreis Malmedy teil und ab 1901 als Abgeordneter für den Landkreis Aachen teil |
| Aachen           | Aachen-Stadt              | Heinrich Oster                                  | Aachen                         | Kaufmann                                         | |
| Aachen           | Aachen-Stadt              | Ludwig Jörissen                                 | Aachen                         | Rechtsanwalt                                     | |
| Aachen           | Aachen-Stadt              | Gustav Talbot                                   | Aachen                         | Kommerzienrat                                    | bis 1899 |
| Aachen           | Aachen-Stadt              | Philipp Veltman                                 | Aachen                         | Oberbürgermeister                                | ab 1901 |
| Aachen           | Kreis Düren               | Maximilian von Breuning                         | Düren                          | Landrat                                          | |
| Aachen           | Kreis Düren               | August Klotz                                    | Düren                          | Bürgermeister                                    | |
| Aachen           | Kreis Düren               | Freiherr Friedrich Geyr von Schweppenburg       | Haus Müddersheim               | Kammerherr und Rittergutsbesitzer                | |
| Aachen           | Kreis Erkelenz            | Dr. Franz Lucas                                 | Erkelenz                       | Arzt                                             | |
| Aachen           | Kreis Eupen               | Theodor Mooren                                  | Eupen                          | Bürgermeister                                    | |
| Aachen           | Kreis Geilenkirchen       | Heinrich Jorissen                               | Loverich                       | Gutsbesitzer                                     | |
| Aachen           | Kreis Heinsberg           | Rudolph von Scheibler                           | Heinsberg                      | Landrat                                          | |
| Aachen           | Kreis Jülich              | Freiherr Ludolf von Wenge-Wulffen               | Haus Overbach                  | Major a. D., Rittergutsbesitzer                  | |
| Aachen           | Kreis Jülich              | Gottfried Claesen                               | Isencroidt                     | Gutsbesitzer                                     | |
| Aachen           | Kreis Malmedy             | Karl von Pastor                                 | Malmedy                        | Landrat                                          | nahm 1899 als Abgeordneter für den Kreis Malmedy teil und ab 1901 als Abgeordneter für den Landkreis Aachen teil |
| Aachen           | Kreis Malmedy             | Karl Kaufmann                                   | Malmedy                        | Landrat                                          | ab 1901 |
| Aachen           | Kreis Montjoie            | Wilhelm Vogt                                    | Montjoie                       | Bürgermeister                                    | bis 1899 |
| Aachen           | Kreis Montjoie            | Theodor von Guérard                             | Montjoie                       | Landrat                                          | ab 1901 |
| Aachen           | Kreis Schleiden           | Otto Graf Beissel von Gymnich                   | Koblenz                        | Landrat                                          | |
| Aachen           | Kreis Schleiden           | Friedrich Wilhelm Hupertz                       | Mechernich                     | Bergmeister a. D. und Generaldirektor            | bis 1899 |
| Aachen           | Kreis Schleiden           | Emil Kreuser                                    | Mechernich                     | Generaldirektor, Bergrat                         | ab 1901 |
| Koblenz          | Kreis Adenau              | Andreas von Grand-Ry                            | Eupen                          | Gutsbesitzer                                     | nahm 1899 nicht teil                                                                                             |
| Koblenz          | Kreis Ahrweiler           | Albert Heising                                  | Ahrweiler                      | Landrat                                          | |
| Koblenz          | Kreis Altenkirchen        | Freiherr Clemens von Hövel                      | Junkernthal                    | Kammerherr, Gutsbesitzer                         | nahm 1899 nicht teil                                                                                             |
| Koblenz          | Kreis Altenkirchen        | Eduard Klein                                    | Heinrichshütte bei Hamm (Sieg) | Direktor                                         | bis 1901 |
| Koblenz          | Kreis Altenkirchen        | Friedrich Eckhardt                              | Daaden                         | Gewerke                                          | ab 1903 |
| Koblenz          | Koblenz-Land              | Franz von Barton gen. von Stedman               | Koblenz                        | Landrat                                          | |
| Koblenz          | Koblenz-Land              | Jacob Caspers                                   | Bubenheim                      | Gutsbesitzer                                     | |
| Koblenz          | Koblenz-Stadt             | Julius Wegeler                                  | Koblenz                        | Geheimer Kommerzienrat                           | |
| Koblenz          | Kreis Cochem              | Franz-Joseph Moritz                             | Cochem                         | Gutsbesitzer und Direktor der Cochemer Volksbank | |
| Koblenz          | Kreis Kreuznach           | Johann Baptist Engelsmann                       | Kreuznach                      | Weingutsbesitzer                                 | |
| Koblenz          | Kreis Kreuznach           | Gottfried Vogt                                  | Waldböckelheim                 | Gutsbesitzer                                     | bis 1899 |
| Koblenz          | Kreis Kreuznach           | Hermann Wandesleben                             | Stromberger Neuhütte           | Hüttenbesitzer                                   | 1901 |
| Koblenz          | Kreis Kreuznach           | Anton Daub                                      | Bingerbrück                    | Bürgermeister                                    | ab 1903 |
| Koblenz          | Kreis Mayen               | Wilhelm Linz                                    | Mayen                          | Landrat                                          | |
| Koblenz          | Kreis Mayen               | Jacob Peters                                    | Fressenhof bei Ochtendung      | Gutsbesitzer                                     | |
| Koblenz          | Kreis Meisenheim          | Wilhelm Neußel                                  | Meisenheim                     | Notar                                            | bis 1899 |
| Koblenz          | Kreis Meisenheim          | Friedrich Robinson                              | Meisenheim                     | Bierbrauereibesitzer                             | ab 1901 |
| Koblenz          | Kreis Neuwied             | Hermann Radermacher                             | Neuwied                        | Beigeordneter und Rentner                        | nahm 1901 nicht teil, am 16. Februar 1901 verstorben                                                             |
| Koblenz          | Kreis Neuwied             | Mathias Kirchartz                               | Unkel                          | Arzt und Gutsbesitzer                            | ab 1903 |
| Koblenz          | Kreis Neuwied             | Fürst Wilhelm zu Wied                           | Neuwied                        |                                                  | Vorsitzender |
| Koblenz          | Kreis St. Goar            | Meinhard Preuß                                  | Oberwesel                      | Rentner                                          | bis 1899 |
| Koblenz          | Kreis St. Goar            | Hermann von Kruse                               | St. Goar                       | Landrat                                          | ab 1901 |
| Koblenz          | Kreis Simmern             | Gustav Adolf von Beckerath                      | Simmern                        | Landrat                                          | |
| Koblenz          | Kreis Wetzlar             | Heinrich Beppler                                | Niedercleen                    | Landwirt und Bürgermeisterei-Beigeordneter       | bis 1901 |
| Koblenz          | Kreis Wetzlar             | Wilhelm Sartorius                               | Wetzlar                        | Landrat                                          | ab 1903 |
| Koblenz          | Kreis Wetzlar             | Josef Raab                                      | Wetzlar                        | Gewerke und Stadtverordneter                     | |
| Koblenz          | Kreis Zell                | Wilhelm Huesgen                                 | Traben                         | Weingroßhändler                                  | nahm 1899 nicht teil                                                                                             |
| Köln             | Kreis Bergheim            | Graf Eugen von Hoensbroech                      | Schloss Türnich                | Rittergutsbesitzer                               | nahm 1899 nicht teil                                                                                             |
| Köln             | Kreis Bergheim            | Johann Adolf Breuer                             | Groß-Mönchhof                  | Gutsbesitzer                                     | |
| Köln             | Bonn-Land                 | Theodor Pingen                                  | Dickopshof                     | Reichstagsabgeordneter                           | |
| Köln             | Bonn-Land                 | Karl von Sandt                                  | Bonn                           | Landrat                                          | |
| Köln             | Bonn-Stadt                | Wilhelm Spiritus                                | Bonn                           | Oberbürgermeister                                | |
| Köln             | Bonn-Stadt                | Karl Gessert                                    | Bonn                           | Rentner                                          | ab 1901 |
| Köln             | Kreis Euskirchen          | Friedrich von Solemacher-Antweiler              | Schloss Wachendorf             | Kammerherr, Schlosshauptmann, Rittergutsbesitzer | |
| Köln             | Kreis Euskirchen          | Freiherr Joseph von Ayx                         | Euskirchen                     | Landrat                                          | |
| Köln             | Kreis Gummersbach         | Richard Haldy                                   | Haus Ley                       | Landrat                                          | nahm 1899 nicht teil, dann ausgeschieden                                                                         |
| Köln             | Kreis Gummersbach         | Johann Gottlieb Viehbahn                        | Bonn                           | Kunstwollspinnereibesitzer                       | ab 1901 |
| Köln             | Köln-Land                 | Jacob Destrée                                   | Esseren                        | Gutsbesitzer                                     | |
| Köln             | Köln-Land                 | Mathias Esser                                   | Rodderhof bei Brühl            | Gutsbesitzer                                     | |
| Köln             | Köln-Stadt                | Wilhelm Becker                                  | Köln                           | Oberbürgermeister                                | stellvertretender Vorsitzender bis zum 13. Februar 1901                                                          |
| Köln             | Köln-Stadt                | August Heuser                                   | Köln                           | Kommerzienrat                                    | |
| Köln             | Köln-Stadt                | Hermann Kausen                                  | Köln                           | Justizrat, Rechtsanwalt                          | ab 1901 |
| Köln             | Köln-Stadt                | Franz Jansen                                    | Köln                           | Justizrat, Rechtsanwalt, Beigeordneter           | bis 1899 |
| Köln             | Köln-Stadt                | Wilhelm Meuser                                  | Köln                           | Großgrundbesitzer                                | bis 1899 |
| Köln             | Köln-Stadt                | Gustav Michels                                  | Köln                           | Kommerzienrat                                    | |
| Köln             | Köln-Stadt                | Josef Neven DuMont                              | Köln                           | Verleger                                         | ab 1901 |
| Köln             | Köln-Stadt                | Emil von Rath                                   | Köln                           | Kommerzienrat, Stadtverordneter                  | |
| Köln             | Köln-Stadt                | Theodor Schauerte                               | Köln                           | Kaufmann                                         | 1901 |
| Köln             | Köln-Stadt                | Gregor Joesten                                  | Köln                           | Arzt                                             | ab 1903 |
| Köln             | Kreis Mülheim am Rhein    | Graf Gisbert Egon von Fürstenberg-Stammheim     | Schloss Stammheim (Köln)       | Rittergutsbesitzer, Kammerherr, Schlosshauptmann | stellvertretender Vorsitzender 1889 und ab dem 13. Februar 1901                                                  |
| Köln             | Kreis Mülheim am Rhein    | Theodor Guilleaume                              | Mülheim am Rhein               | Fabrikbesitzer                                   | nahm 1899 nicht teil, dann ausgeschieden                                                                         |
| Köln             | Kreis Mülheim am Rhein    | Eduard von Niesewand                            | Mülheim am Rhein               | Landrat                                          | |
| Köln             | Kreis Mülheim am Rhein    | Paul Andreae                                    | Gut Mielenforst                | Rittergutsbesitzer                               | |
| Köln             | Kreis Rheinbach           | Rudolf von Groote                               | Rheinbach                      | Landrat                                          | |
| Köln             | Kreis Sieg                | Eugen von Loë                                   | Siegburg                       | Landrat                                          | |
| Köln             | Kreis Sieg                | Jakob Spilles                                   | Siegburg                       | Bürgermeister                                    | bis 1899 |
| Köln             | Kreis Sieg                | Albert Dick                                     | Quadenhof bei Hennef (Sieg)    | Bürgermeister und Gutsbesitzer                   | |
| Köln             | Kreis Sieg                | Julius Gauhe                                    | Eitorf                         | Geheimer Kommerzienrat, Fabrikbesitzer           | ab 1901, nahm 1903 nicht teil                                                                                    |
| Köln             | Kreis Waldbröl            | Dr. Carl Benn                                   | Waldbröl                       | Arzt                                             | |
| Köln             | Kreis Wipperfürth         | Adolf von Dalwigk zu Lichtenfels                | Lindlar                        | Landrat                                          | |
| Düsseldorf       | Barmen-Stadt              | Gustav Wilkes                                   | Barmen                         | Kaufmann und Stadtverordneter                    | |
| Düsseldorf       | Barmen-Stadt              | Philipp Barthels                                | Barmen                         | Kommerzienrat                                    | |
| Düsseldorf       | Barmen-Stadt              | Louis Lekebusch                                 | Barmen                         | Fabrikant                                        | |
| Düsseldorf       | Kreis Cleve               | Peter Eich                                      | Kleve                          | Landrat                                          | |
| Düsseldorf       | Kreis Cleve               | Rudolph von Monschaw                            | Goch                           | Rentner                                          | nahm 1903 nicht teil                                                                                             |
| Düsseldorf       | Düsseldorf-Land           | Ferdinand Lieven                                | Hilden                         | Gutsbesitzer                                     | bis 1901 |
| Düsseldorf       | Düsseldorf-Land           | Heinrich Waldbroehl                             | Wittlaer                       | Rentner                                          | ab 1903 |
| Düsseldorf       | Düsseldorf-Land           | Friedrich von Kühlwetter                        | Düsseldorf                     | Landrat                                          | |
| Düsseldorf       | Düsseldorf-Stadt          | Heinrich Courth                                 | Düsseldorf                     | Rechtsanwalt, Justizrat                          | bis 1899 |
| Düsseldorf       | Düsseldorf-Stadt          | Ernst Schieß                                    | Düsseldorf                     | Geheimer Kommerzienrat                           | ab 1901 |
| Düsseldorf       | Düsseldorf-Stadt          | Heinrich Lueg                                   | Düsseldorf                     | Kommerzienrat, Fabrikant, Stadtverordneter       | |
| Düsseldorf       | Düsseldorf-Stadt          | Hermann von Wätjen                              | Düsseldorf                     | Regierungsrat a. D. und Stadtverordneter         | |
| Düsseldorf       | Düsseldorf-Stadt          | Wilhelm Marx                                    | Düsseldorf                     | Oberbürgermeister                                | ab 1901 |
| Düsseldorf       | Düsseldorf-Stadt          | Ernst Heinrich Lindemann                        | Düsseldorf                     | Oberbürgermeister                                | bis 1899 |
| Düsseldorf       | Duisburg-Stadt            | Karl Lehr                                       | Duisburg                       | Oberbürgermeister                                | |
| Düsseldorf       | Duisburg-Stadt            | Gottlieb Besserer                               | Duisburg                       | Fabrikbesitzer                                   | bis 1899 |
| Düsseldorf       | Duisburg-Stadt            | Otto Böninger                                   | Duisburg                       | Kommerzienrat                                    | ab 1901 |
| Düsseldorf       | Elberfeld-Stadt           | Willy Blank                                     | Elberfeld                      | Rentner und Stadtverordneter                     | |
| Düsseldorf       | Elberfeld-Stadt           | Theodor Dietze                                  | Elberfeld                      | Kaufmann und Beigeordnete                        | nahm 1903 nicht statt                                                                                            |
| Düsseldorf       | Elberfeld-Stadt           | Louis Simons                                    | Elberfeld                      | Fabrikbesitzer                                   | bis 1899 |
| Düsseldorf       | Elberfeld-Stadt           | Adolf Friderichs                                | Elberfeld                      | Stadtverordneter                                 | ab 1901 |
| Düsseldorf       | Elberfeld-Stadt           | Anton Schmitz                                   | Elberfeld                      | Rechtsanwalt                                     | ab 1901 |
| Düsseldorf       | Essen-Land                | Karl Snethlage                                  | Essen                          | Landrat                                          | |
| Düsseldorf       | Essen-Land                | Heinrich Kirchmann                              | Gerschede                      | Gutsbesitzer                                     | |
| Düsseldorf       | Essen-Land                | Friedrich Alfred Krupp                          | Essen                          | Landrat                                          | ab 1903 |
| Düsseldorf       | Essen-Land                | Bruno Schulz-Briesen                            | Rotthausen                     | Generaldirektor                                  | |
| Düsseldorf       | Essen-Land                | Bruno Schulz-Briesen                            | Rotthausen                     | Generaldirektor                                  | |
| Düsseldorf       | Essen-Land                | Friedrich Lange                                 | Vorbeck                        | Hüttendirektor                                   | ab 1901 |
| Düsseldorf       | Essen-Stadt               | Erich Zweigert                                  | Essen                          | Oberbürgermeister                                | |
| Düsseldorf       | Essen-Stadt               | Heinrich Waldthausen                            | Essen                          | Kaufmann                                         | nahm 1899 nicht teil                                                                                             |
| Düsseldorf       | Essen-Stadt               | Ludwig Klüpfel                                  | Essen                          | Fabrikdirektor                                   | ab 1901 |
| Düsseldorf       | Kreis Geldern             | Aloys Fritzen                                   | Düsseldorf                     | Landesrat a. D.                                  | bis 1899 |
| Düsseldorf       | Kreis Geldern             | Graf und Marquis Wilhelm von und zu Hoensbroech | Schloss Haag                   | Rittergutsbesitzer                               | |
| Düsseldorf       | Kreis Geldern             | Oskar von Nell                                  | Düsseldorf                     | Landrat                                          | ab 1901 |
| Düsseldorf       | Gladbach-Land             | Albert Croon                                    | Rheydt                         | Rentner                                          | bis 1899 |
| Düsseldorf       | Gladbach-Land             | August Lingenbrink                              | Viersen                        | Fabrikant                                        | bis 1899 |
| Düsseldorf       | Gladbach-Land             | Werner Breuer                                   | Neuwerk                        | Bürgermeister und Gutsbesitzer                   | bis 1899 |
| Düsseldorf       | Gladbach-Land             | Rudolf von Bönninghausen                        | M-Gladbach                     | Landrat                                          | ab 1901 |
| Düsseldorf       | Gladbach-Land             | Ewald Corty                                     | Viersen                        | Fabrikbesitzer                                   | ab 1901 |
| Düsseldorf       | Gladbach-Land             | Karl Schmölder                                  | Rheydt                         | Kommerzienrat und Fabrikbesitzer                 | ab 1901 |
| Düsseldorf       | Gladbach-Stadt            | Theodor Croon                                   | Mönchengladbach                | Fabrikbesitzer und Beigeordneter                 | |
| Düsseldorf       | Gladbach-Stadt            | Wilhelm Quack                                   | Mönchengladbach                | Kommerzienrat                                    | nahm 1899 nicht teil                                                                                             |
| Düsseldorf       | Kreis Grevenbroich        | Robert Brüning                                  | Grevenbroich                   | Landrat                                          | nahm 1899 nicht teil                                                                                             |
| Düsseldorf       | Kreis Grevenbroich        | Christian Effertz                               | Neuenhausen                    | Gutsbesitzer                                     | bis 1899 |
| Düsseldorf       | Kreis Grevenbroich        | Wilhelm Meising                                 | Jüchen                         | Ehrenbürgermeister                               | 1901 |
| Düsseldorf       | Kreis Grevenbroich        | Karl Herriger                                   | Barrenstein                    | Rittergutsbesitzer                               | ab 1903 |
| Düsseldorf       | Kreis Kempen              | Tillmann Bönninger                              | Hüls                           | Gutsbesitzer                                     | |
| Düsseldorf       | Kreis Kempen              | Johann Dingelstad                               | Alst                           | Gutsbesitzer                                     | |
| Düsseldorf       | Kreis Kempen              | August Rossié                                   | Süchteln                       | Rentner                                          | nahm 1899 nicht teil, dann ausgeschieden                                                                         |
| Düsseldorf       | Kreis Kempen              | Franz von Beers                                 | Süchteln                       | Kaufmann                                         | ab 1901 |
| Düsseldorf       | Krefeld-Land              | Johann Mathias Schmitz                          | Renneshof, Gemeinde Willich    | Gutsbesitzer                                     | bis 1899 |
| Düsseldorf       | Krefeld-Land              | Johann von Arenberg                             | Schloss Pesch                  | Major a. D., Rittergutsbesitzer                  | ab 1901 |
| Düsseldorf       | Krefeld-Stadt             | Emil de Greiff                                  | Krefeld                        | Fabrikant und Beigeordneter                      | |
| Düsseldorf       | Krefeld-Stadt             | Alfred Molenaar                                 | Krefeld                        | Bankier                                          | |
| Düsseldorf       | Krefeld-Stadt             | Adolf von Randow                                | Krefeld                        | Bankier                                          | bis 1901 |
| Düsseldorf       | Krefeld-Stadt             | Wilhelm Hammerschmidt                           | Krefeld                        | Oberbürgermeister                                | ab 1903 |
| Düsseldorf       | Kreis Lennep              | Arnold Hueck                                    | Neuhückeswagen                 | Tuchfabrikant                                    | |
| Düsseldorf       | Kreis Lennep              | Eugen Kattwinkel                                | Wermelskirchen                 | Fabrikant                                        | |
| Düsseldorf       | Kreis Mettmann            | Gottfried Friedrich Conze                       | Langenberg                     | Kommerzienrat                                    | |
| Düsseldorf       | Kreis Mettmann            | Carl Kratz                                      | Hermgesberg                    | Gutsbesitzer                                     | |
| Düsseldorf       | Kreis Mettmann            | Fritz von Scherenberg                           | Vohwinkel                      | Landrat                                          | ab 1901 |
| Düsseldorf       | Kreis Moers               | John Haniel                                     | Moers                          | Landrat                                          | bis 1899 |
| Düsseldorf       | Kreis Moers               | Gerhard Schleß                                  | Xanten                         | Bürgermeister                                    | nahm 1899 nicht teil, dann ausgeschieden                                                                         |
| Düsseldorf       | Kreis Moers               | Paul von Laer                                   | Moers                          | Landrat                                          | ab 1901 |
| Düsseldorf       | Kreis Moers               | Friedrich Schmitz                               | Winnenthal                     | Rittergutsbesitzer                               | ab 1901 |
| Düsseldorf       | Kreis Mülheim an der Ruhr | Carl Lueg                                       | Oberhausen                     | Hüttendirektor                                   | |
| Düsseldorf       | Kreis Mülheim an der Ruhr | Johann Schönnenbeck                             | Styrum                         | Gutsbesitzer                                     | |
| Düsseldorf       | Kreis Mülheim an der Ruhr | Josef Zerwes                                    | Mülheim an der Ruhr            | Hüttendirektor                                   | nahm 1901 nicht teil, dann ausgeschieden                                                                         |
| Düsseldorf       | Kreis Mülheim an der Ruhr | Paul Lembke                                     | Mülheim an der Ruhr            | Landrat                                          | ab 1903 |
| Düsseldorf       | Kreis Neuss               | Theodor Melchers                                | Gnadenthal bei Neuss           | Gutsbesitzer                                     | |
| Düsseldorf       | Kreis Neuss               | Franz Weidenfeld                                | Birkhof bei Glehn              | Rittergutsbesitzer                               | bis 1899 |
| Düsseldorf       | Kreis Neuss               | Hermann Huthmacher                              | Niederloerigk                  | Gutsbesitzer                                     | ab 1901 |
| Düsseldorf       | Kreis Rees                | August Baumann                                  | Bislich                        | Gutsbesitzer                                     | |
| Düsseldorf       | Kreis Rees                | Moritz Schneemann                               | Wesel                          | Gutsbesitzer                                     | |
| Düsseldorf       | Remscheid-Stadt           | Friedrich von Bohlen                            | Remscheid                      | Oberbürgermeister                                | nahm 1899 nicht teil, dann ausgeschieden                                                                         |
| Düsseldorf       | Remscheid-Stadt           | Carl Friederichs                                | Remscheid                      | Kommerzienrat                                    | |
| Düsseldorf       | Remscheid-Stadt           | Hermann Böker                                   | Remscheid                      | Kaufmann und Fabrikant                           | ab 1901 |
| Düsseldorf       | Kreis Ruhrort             | Freiherr Gustav von Plettenberg                 | Mehrum                         | Rittergutsbesitzer und Kammerherr                | bis 1899 |
| Düsseldorf       | Kreis Ruhrort             | August Servaes                                  | Ruhrort                        | Generaldirektor                                  | |
| Düsseldorf       | Kreis Ruhrort             | Eduard Kötter                                   | Ruhrort                        | Landrat                                          | ab 1901 |
| Düsseldorf       | Solingen-Stadt            | August Dicke                                    | Solingen                       | Oberbürgermeister                                | ab 1901 |
| Düsseldorf       | Solingen-Stadt            | Franz Stratmann                                 | Solingen                       | Geheimer Sanitätsrat                             | ab 1901 |
| Düsseldorf       | Kreis Solingen            | Freiherr Friedrich Daniel von Diergardt         | Morsbroich                     | Rittergutsbesitzer                               | nahm 1899 nicht teil                                                                                             |
| Düsseldorf       | Kreis Solingen            | Theodor Kelders                                 | Ohligs                         | Bürgermeister a. D.                              | nahm 1899 nicht teil, dann ausgeschieden                                                                         |
| Düsseldorf       | Kreis Solingen            | Albert Römer                                    | Opladen                        | Fabrikbesitzer                                   | |
| Düsseldorf       | Kreis Solingen            | Martin Trömmershausen                           | Ohligs                         | Bürgermeister                                    | |
| Trier            | Kreis Bernkastel          | Friedrich Herrmann                              | Mülheim an der Mosel           | Guts- und Gerbereibesitzer                       | bis 1899 |
| Trier            | Kreis Bernkastel          | Heinrich Kunz                                   | Bernkastel                     | Bürgermeister                                    | bis 1899 |
| Trier            | Kreis Bernkastel          | Freiherr Clemens von Schorlemmer                | Lieser                         | Mitglied des Herrenhauses                        | ab 1901 |
| Trier            | Kreis Bernkastel          | Clemens von Rintelen                            | Bernkastel                     | Landrat                                          | 1901 |
| Trier            | Kreis Bernkastel          | Eduard Moog                                     | Mülheim an der Mosel           | Rittergutsbesitzer und Weingroßhändler           | ab 1903 |
| Trier            | Kreis Bitburg             | Johann Peter Limbourg                           | Bitburg                        | Gutsbesitzer                                     | |
| Trier            | Kreis Bitburg             | Rudolf Schrakamp                                | Bitburg                        | Landrat                                          | |
| Trier            | Kreis Daun                | Maximilian Gfrörer von Ehrenberg                | Daun                           | Landrat                                          | nahm 1899 nicht teil                                                                                             |
| Trier            | Kreis Merzig              | Eugen Boch                                      | Mettlach                       | Geheimer Kommerzienrat                           | |
| Trier            | Kreis Merzig              | Wilhelm Klein                                   | Düsseldorf                     | Geheimer Regierungsrat und Landesdirektor        | |
| Trier            | Kreis Ottweiler           | Hugo Lohmann                                    | Neukirchen                     | Bergrat                                          | bis 1899 |
| Trier            | Kreis Ottweiler           | Freiherr Carl von Stumm-Halberg                 | Schloss Halberg                | Geheimer Kommerzienrat                           | nahm 1901 nicht teil, dann ausgeschieden                                                                         |
| Trier            | Kreis Ottweiler           | Ernst Wiggert                                   | Grube Heinitz                  | Bergrat                                          | ab 1901 |
| Trier            | Kreis Ottweiler           | Maximilian Laur von Münchhofen                  | Ottweiler                      | Landrat                                          | ab 1901 |
| Trier            | Kreis Ottweiler           | Theodor Zilliken                                | Neunkirchen                    | Generaldirektor der von Stummschen Hüttenwerke   | ab 1903 |
| Trier            | Kreis Prüm                | Eduard Nels                                     | Prüm                           | Lederfabrikant und Beigeordneter                 | |
| Trier            | Kreis Saarbrücken         | Emil Haldy                                      | St. Johann                     | Kaufmann und Rittergutsbesitzer                  | nahm 1899 nicht teil, dann ausgeschieden                                                                         |
| Trier            | Kreis Saarbrücken         | Ludwig Heinrich Röchling                        | St. Johann                     | Gutsbesitzer und Beigeordneter                   | bis 1901 |
| Trier            | Kreis Saarbrücken         | Ewald Hilger                                    | St. Johann                     | Geheimer Bergrat                                 | ab 1903 |
| Trier            | Kreis Saarbrücken         | Carl Röchling                                   | Saarbrücken                    | Kommerzienrat und Fabrikbesitzer                 | |
| Trier            | Kreis Saarbrücken         | Louis Vopelius                                  | Sulzbach                       | Glashüttenbesitzer                               | |
| Trier            | Kreis Saarburg            | Adolf Sauerwein                                 | Orscholz                       | Landwirt                                         | bis 1899 |
| Trier            | Kreis Saarburg            | Maximilian Keller                               | Staad bei Saarburg             | Ökonomierat, Lederfabrikant                      | ab 1901 |
| Trier            | Kreis Saarlouis           | André Helfferich                                | St. Johann                     | Rechtsanwalt                                     | |
| Trier            | Kreis Saarlouis           | Alexander Schmidt von Schwind                   | Eschberg                       | Major a. D. und Gutsbesitzer                     | nahm 1899 nicht teil                                                                                             |
| Trier            | Kreis St. Wendel          | Nikolaus Blum                                   | St. Wendel                     | Kaufmann                                         | bis 1901 |
| Trier            | Kreis St. Wendel          | Wilhelm Momm                                    | St. Wendel                     | Landrat                                          | ab 1903 |
| Trier            | Kreis St. Wendel          | Alwin von Hagen                                 | St. Wendel                     | Oberregierungsrat                                | |
| Trier            | Trier-Land                | Karl von Beulwitz                               | Trier                          | Hüttenbesitzer                                   | |
| Trier            | Trier-Land                | Arthur von Nell                                 | Trier                          | Rittergutsbesitzer                               | |
| Trier            | Trier-Stadt               | Eduard Laeis                                    | Trier                          | Fabrikbesitzer                                   | |
| Trier            | Kreis Wittlich            | Jacob Merrem                                    | Auf Kirchhof, Gemeinde Altrich | Gutsbesitzer                                     | |